# Abdeljalil Hadda
Pour les articles homonymes, voir Camacho.
Abdeljalil Hadda (né le 23 mars 1972 à Meknès), plus connu sous son surnom Camacho, est un footballeur international marocain
Il a connu sa première sélection en équipe du Maroc le 18 mai 1995 face à l'Égypte.
En juillet 1998, il a été transféré au Sporting de Gijón.

## Statistiques

### Sélections en équipe nationale
1. 17/05/1995 Maroc - Égypte Marrakech 0 - 0 Amical
2. 03/01/1996 Maroc - Tunisie Rabat 3 - 1 Amical / 1 but
3. 17/01/1996 Arménie - Maroc Vitrolles 0 - 6 Amical / 1 but
4. 07/02/1996 Maroc - Luxembourg Rabat 2 - 0 Amical / 1 but
5. 20/03/1996 Égypte - Maroc Dubai 0 - 2 Tournoi EAU
6. 22/02/1997 Sénégal - Maroc Dakar 0 - 0 Elim. CAN 1998
7. 31/05/1997 Maroc - Ethiopie Rabat 4 - 0 Elim. CAN 1998
8. 13/07/1997 Ethiopie - Maroc Addis Abeba 0 - 1 Elim. CAN 1998
9. 16/08/1997 Maroc - Gabon Casablanca 2 - 0 Elim. CM 1998
10. 26/11/1997 Maroc - Togo Rabat 3 - 0 Amical / 1 but
11. 09/02/1998 Zambie - Maroc Bobo Dioulassou 1 - 1 CAN 1998
12. 29/05/1998 Maroc - France Casablanca 2 - 2 (6 - 5) Coupe Hassan II
13. 04/06/1998 Chili - Maroc Avignon 1 - 1 Amical
14. 10/06/1998 Norvège - Maroc Montpellier 2 - 2 C.M 1998 / 1 but
15. 16/06/1998 Brésil - Maroc Nantes 3 - 0 C.M 1998
16. 23/06/1998 Ecosse - Maroc St-Etienne 0 - 3 C.M 1998 / 1 but
17. 02/09/1998 Maroc - Sénégal Tanger 2 - 0 Amical
18. 03/10/1998 Maroc - Sierra Leone Casablanca 3 - 0 Elim. CAN 2000 / 1 but
19. 23/12/1998 Maroc - Bulgarie  Agadir 4 - 1 Amical / 1 but
20. 20/01/1999 France - Maroc Marseille 1 - 0 Amical
21. 24/01/1999 Guinée - Maroc Kamsar 1 - 1 Elim. CAN 2000
22. 28/02/1999 Togo - Maroc Lomé 2 - 3 Elim. CAN 2000 / 2 buts
23. 10/04/1999 Maroc - Togo Casablanca 1 - 1 Elim. CAN 2000
24. 28/04/1999 Pays Bas - Maroc Arnhem 1 - 2 Amical
25. 05/06/1999 Maroc - Guinée Rabat 1 - 0 Elim. CAN 2000 / 1 but
26. 07/09/1999 Belgique - Maroc Liège 4 - 0 Amical
27. 22/12/1999 Maroc - Sénégal Agadir 0 - 0 Amical
28. 18/01/2000 Maroc - Trinité  El Jadida 1 - 0 Amical
29. 25/01/2000 Congo - Maroc Lagos 0 - 1 CAN 2000
30. 29/01/2000 Tunisie - Maroc Lagos 0 - 0 CAN 2000
31. 04/06/2000 Maroc - Jamaique Casablanca 1 - 0 Coupe Hassan II
32. 09/07/2000 Maroc – Algérie Fès 2 - 1 Elim. CM 2002 / 2 buts
33. 02/09/2000 Gabon - Maroc Libreville 2 - 0 Elim. CAN 2002
34. 22/11/2000 Maroc - Libye Casablanca 0 - 0 Amical
35. 13/01/2001 Tunisie – Maroc Tunis 0 - 1 Elim.CAN 2002 / 1 but
36. 28/01/2001 Égypte - Maroc Le Caire 0 - 0 Elim. CM 2002
37. 24/02/2001 Maroc - Sénégal Rabat 0 - 0 Elim. CM 2002
38. 24/03/2001 Maroc - Tunisie Rabat  2 - 0 Elim. CAN 2002 / 1 but
39. 21/04/2001 Maroc - Namibie Rabat 3 - 0 Elim. CM 2002 / 2 buts
40. 04/05/2001 Algérie - Maroc Alger 1 - 2 Elim. CM 2002
41. 16/06/2001 Maroc - Gabon Fès 0 - 1 Elim. CAN 2002
42. 30/06/2001 Maroc - Égypte Rabat 1 - 0 Elim. CM 2002
43. 14/07/2001 Sénégal - Maroc Dakar 1 - 0 Elim. CM 2002
44. 14/11/2001 Maroc - Zambie Rabat 1 - 0 Amical
45. 13/01/2002 Maroc - Guinée Rabat 2 - 1 Amical / 1 but
46. 16/01/2002 Gambie - Maroc Banjul 0 - 2 Amical / 1 but
47. 21/01/2002 Ghana - Maroc Ségou 0 - 0 CAN 2002
48. 30/01/2002 Afrique du sud - Maroc Ségou 3 - 1 CAN 2002

### Buts internationaux
| #   | Date             | Lieu                                           | Adversaire   | Score | Résultat | Compétition                                          |
| --- | ---------------- | ---------------------------------------------- | ------------ | ----- | -------- | ---------------------------------------------------- |
| 1.  | 3 janvier 1996   | Stade Moulay Abdallah, Rabat, Maroc            | Tunisie      | 3-1   | Victoire | Match amical                                         |
| 2.  | 17 janvier 1996  | Stade Jules-Ladoumègue, Vitrolles, France      | Arménie      | 6-0   | Victoire | Match amical                                         |
| 3.  | 7 février 1996   | Stade Moulay Abdallah, Rabat, Maroc            | Luxembourg   | 2-0   | Victoire | Match amical                                         |
| 4.  | 26 novembre 1997 | Stade Moulay Abdallah, Rabat, Maroc            | Togo         | 3-0   | Victoire | Match amical                                         |
| 5.  | 10 juin 1998     | Stade de la Mosson, Montpellier, France        | Norvège      | 2-2   | Nul      | Coupe du monde de 1998                               |
| 6.  | 23 juin 1998     | Stade Geoffroy-Guichard, Saint-Étienne, France | Écosse       | 3-0   | Victoire | Coupe du monde de 1998                               |
| 7.  | 3 octobre 1998   | Stade Mohammed V, Casablanca, Maroc            | Sierra Leone | 3-0   | Victoire | Qualifications à la Coupe d'Afrique des nations 2000 |
| 8.  | 24 décembre 1998 | Stade Al Inbiaate, Agadir, Maroc               | Bulgarie     | 4-1   | Victoire | Match amical                                         |
| 9.  | 28 février 1999  | Stade Général Eyadema, Lomé, Togo              | Togo         | 3-2   | Victoire | Qualifications à la Coupe d'Afrique des nations 2000 |
| 10. | 28 février 1999  | Stade Général Eyadema, Lomé, Togo              | Togo         | 3-2   | Victoire | Qualifications à la Coupe d'Afrique des nations 2000 |
| 11. | 6 juin 1999      | Stade Moulay Abdallah, Rabat, Maroc            | Guinée       | 1-0   | Victoire | Qualifications à la Coupe d'Afrique des nations 2000 |
| 12. | 9 juillet 2000   | Stade Hassan II, Fès, Maroc                    | Algérie      | 2-1   | Victoire | Éliminatoires de la coupe du monde 2002              |
| 13. | 9 juillet 2000   | Stade Hassan II, Fès, Maroc                    | Algérie      | 2-1   | Victoire | Éliminatoires de la coupe du monde 2002              |
| 14. | 13 janvier 2001  | Stade olympique d'El Menzah, Tunis, Tunisie    | Tunisie      | 1-0   | Victoire | Qualifications à la Coupe d'Afrique des nations 2002 |
| 15. | 24 mars 2001     | Stade Moulay Abdallah, Rabat, Maroc            | Tunisie      | 2-0   | Victoire | Qualifications à la Coupe d'Afrique des nations 2002 |
| 16. | 21 avril 2001    | Stade Moulay Abdallah, Rabat, Maroc            | Namibie      | 3-0   | Victoire | Éliminatoires de la coupe du monde 2002              |
| 17. | 21 avril 2001    | Stade Moulay Abdallah, Rabat, Maroc            | Namibie      | 3-0   | Victoire | Éliminatoires de la coupe du monde 2002              |
| 18. | 13 janvier 2002  | Stade Moulay Abdallah, Rabat, Maroc            | Guinée       | 2-1   | Victoire | Match amical                                         |
| 19. | 16 janvier 2002  | Stade de l'Indépendance, Banjul, Gambie        | Gambie       | 2-0   | Victoire | Match amical                                         |

## Vie personnelle
Camacho a deux filles, Hiba et Fatine étudiante du Business Management à L’Universite Internationale de Rabat .[réf. nécessaire]